# Kilauea Military Camp
Pour les articles homonymes, voir Kīlauea (homonymie).
Le Kilauea Military Camp est un centre d'hébergement touristique des États-Unis situé à Hawaï, au sommet du Kīlauea. Il est géré par le Morale, Welfare and Recreation et à ce titre n'est réservé qu'aux militaires, aux gardes nationaux et aux employés du département de la Défense américaine incluant les garde-côtes. Il se trouve dans le Sud-Est de l'île d'Hawaï, au sein du parc national des volcans d'Hawaï, sur le rebord nord de la caldeira du Kīlauea, au nord-ouest du Steaming Bluff,. Il est desservi par la Crater Rim Road.

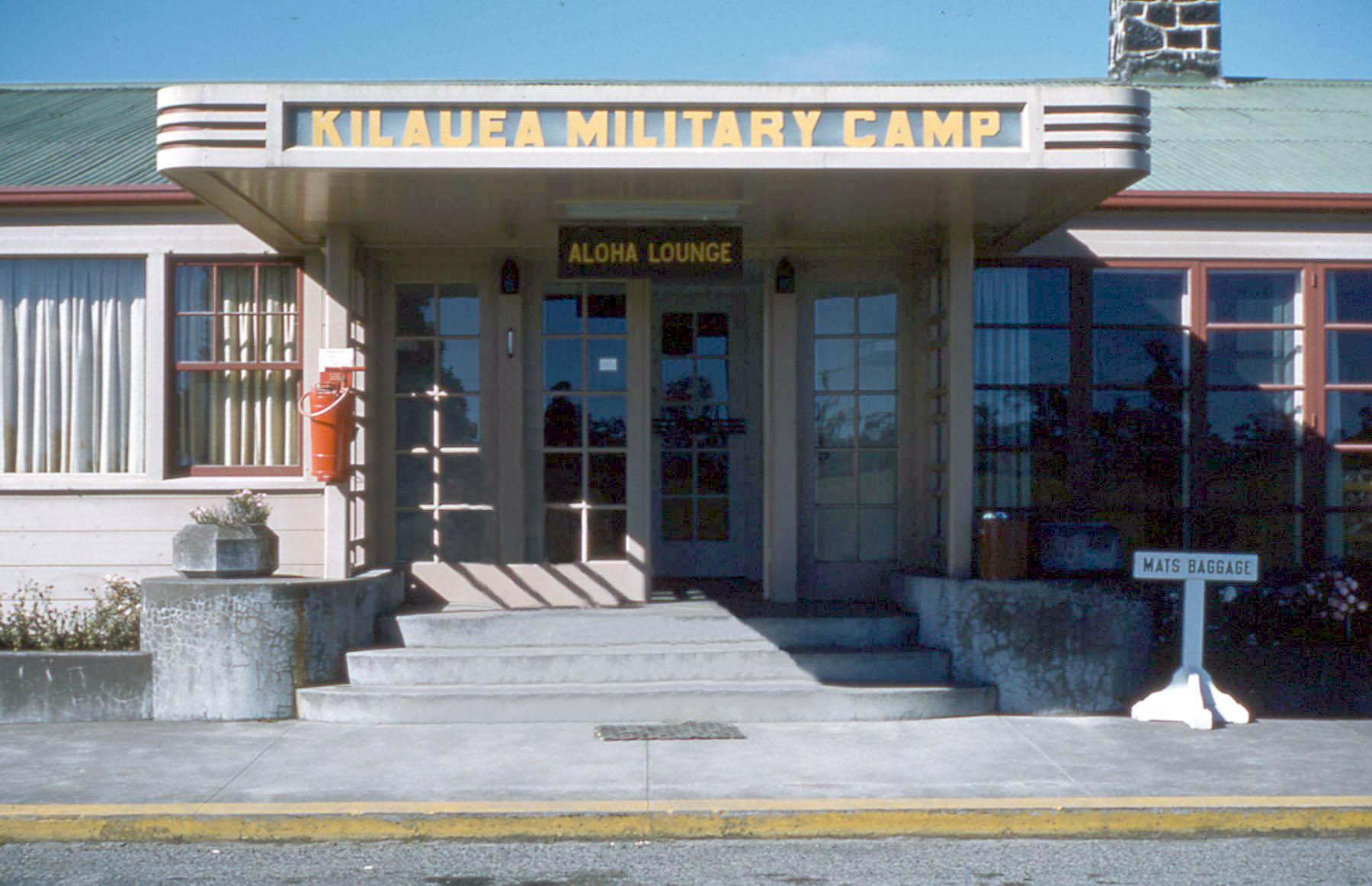
Entrée du bâtiment d'accueil.

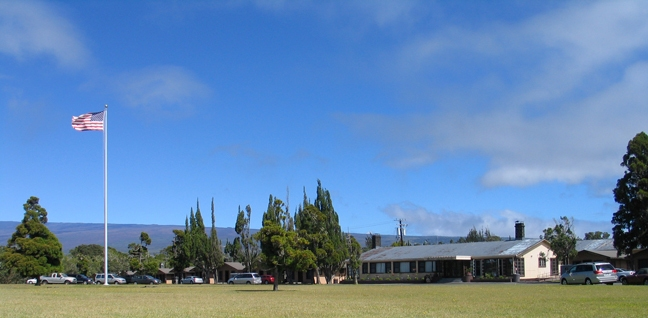
Vue de l'entrée du Kilauea Military Camp.